# Walter Morse Rummel
Walter Morse Rummel (* 19. Juli 1887 in Berlin; † 2. Mai 1953 in Bordeaux) war ein Pianist und Komponist mit US-amerikanischer bzw. deutscher Staatsbürgerschaft.

## Leben

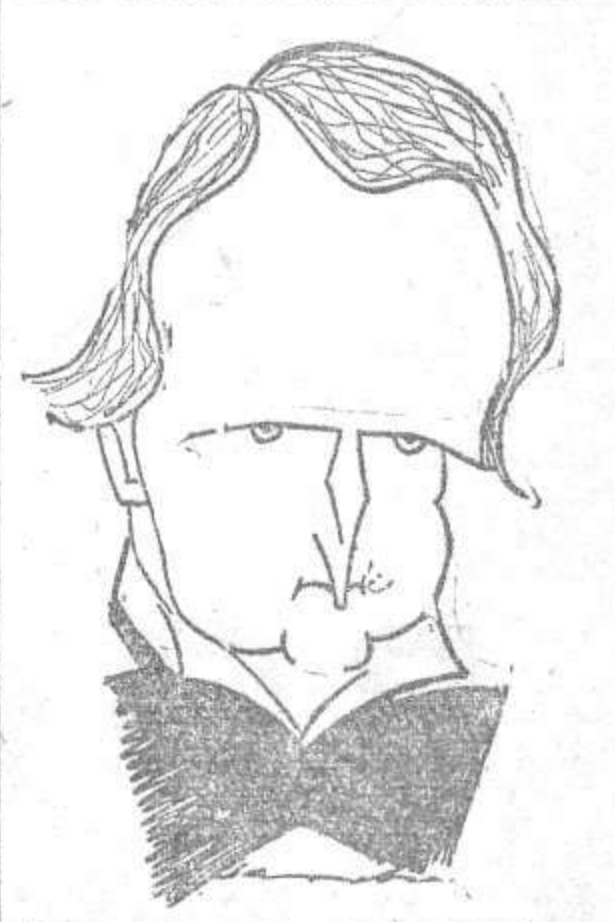

Rummel war der Sohn des deutschen Pianisten Franz Rummel (1853–1901) und der US-Amerikanerin Cornelia ("Leila") Livingston Morse, einer Tochter des Erfinders und Malers Samuel F. B. Morse. Nach dem frühen Tode seines Vaters, der zugleich sein Klavierlehrer war, setzte er seine Ausbildung auf Veranlassung seiner Mutter in Washington, D.C. bei Samuel Monroe Fabian (1859–1921) fort. 1904 kehrte er nach Berlin zurück, wo er seine musikalische Ausbildung bei Leopold Godowsky (Klavier) und Hugo Kaun (Komposition) fortsetzte. Nach ersten Auftritten in Berlin zog er 1909 nach Paris, wo er engen Kontakt mit Claude Debussy hielt und häufig dessen Werke aufführte. In den 1920er- und 1930er-Jahren konzertierte Rummel sehr erfolgreich in Europa, Nord-Afrika und Südamerika.
Nach der deutschen Besetzung Belgiens floh Rummel zunächst nach Portugal, kehrte jedoch bald darauf zurück, erneuerte seinen US-amerikanischen Pass und konzertierte in Deutschland sowie den besetzten Gebieten. Obwohl Rummel kein Mitglied der NSDAP war, wurde er außerhalb Deutschlands, auch von Seiten der USA, als Propagandist für den Nationalsozialismus angesehen. Rummels Name stand nach Angaben von Oliver Rathkolb auf der sog. Gottbegnadeten-Liste des Reichsministeriums für Volksaufklärung und Propaganda.
Nach Ende des Krieges zog Rummel von Berlin nach Frankreich, wo er bis zu seinem Tode lebte.